# Nazionale Arbitri
La Nazionale Arbitri è una squadra di calcio formata da una rappresentativa di arbitri italiani in forza agli Organi Tecnici Nazionali (nello specifico di arbitri della CAN A e della CAN B) fondata nel 2012 in occasione del primo Memorial Piermario Morosini. L'istituzione della Nazionale Arbitri è stata fortemente voluta dal Presidente dell'A.I.A. in carica Marcello Nicchi e dal Comitato Nazionale dell'A.I.A.. Essa servirà a contribuire in modo concreto ad iniziative sociali e di solidarietà.
Il 22 giugno 2012, allo Stadio Armando Picchi di Livorno, la Nazionale Arbitri gioca la sua prima partita di beneficenza contro la Nazionale Cantanti, conclusa con un pareggio (5 a 5). L'incasso derivante dalla vendita dei biglietti è stato devoluto in favore dell'Associazione dei Genitori per la cura e l'assistenza a Bambini affetti da leucemia o tumore, impegnata nel reparto di oncologia dell'ospedale di Pisa.

## Alcuni Convocati
Ad oggi non esiste una lista ufficiale di persone convocate per giocare in questa Nazionale, possiamo però elencare alcuni Arbitri che hanno partecipato alla prima partita:

- Gabriele Gava (ex CAN A)

- Andrea De Marco

- Antonio Danilo Giannoccaro

- Paolo Silvio Mazzoleni

- Antonio Damato

- Christian Brighi (ex CAN A)

- Giorgio Niccolai

- Luca Banti